# Santiago Antúnez
Santiago Antúnez est un entraîneur d'athlétisme cubain. Il entraîne l'élite des hurdlers cubains.
Santiago Antúnez met en place en 1986 le début de l'école cubaine de courses de haies avec comme athlète phare Emilio Valle, champion du monde junior sur 400 mètres haies en 1986, puis finaliste olympique en 1996. Antúnez est l’entraîneur d'Anier García et de Dayron Robles lorsqu'ils remportent leur titre olympique sur 110 mètres haies respectivement en 2000 et 2008.
Il reçoit, à 63 ans, la récompense du meilleur entraineur 2010 par l'IAAF.